# Congal mac Máele Dúin
Congal mac Máele Dúin (m. 690) fue rey de Iarmuman (Munster occidental) de la familia de Eóganacht Locha Léin, rama de los Eoganachta, la principal dinastía real de Munster. Era hijo de Máel Dúin mac Áedo Bennán (m. 661), anterior rey de Iarmuman y nieto de Áed Bennán mac Crimthainn (m. 618), que pudo haber sido rey de todo Munster.  Gobernó entre 661 y 690.
Es mencionado en el tratado legal de Munster llamado Cain Fuithirbe promulgado en el reinado de Finguine mac Cathail (m. 696) en 683. Los Anales de Ulster registran su muerte con el título de rey de Iarmuman en 690. Los anales están de acuerdo en que fue asesinado y según el Chronicon Scotorum esto fue hecho por un erudito.